# ثلاثة فئران عمياء وقصص أخرى
ثلاثة فئران عمياء وقصص أخرى (بالإنجليزية: Three Blind Mice and Other Stories) هي عبارة عن مجموعة قصص قصيرة كتبتها أجاثا كريستي ونشرت لأول مرة في الولايات المتحدة عام 1950. وهي تحتوي على تسع قصص.

## نبذة قصيرة

### شقة الطابق الثالث (The Third Floor Flat)
في مبنى وايت هايفن الذي يقطن فيه بوارو، تقع جريمة غريبة، ولكن ما أهو أغرب هو الطريقة التي اُرتكبت بها والدوافع التي كانت ورائها

### مغامرة جوني ويفرلي (The Adventure of Johnny Waverly)
خطابات تهديد مستمرة تنهال على عائلة ثرية، تطالب بمبلغ ضخم من المال، وإلا سيتم اختطاف الابن الصغير ومع اتخاذ جميع الاحتياطات من قِبل الجميع، إلا أن ما حدث أمر لا يصدقه العقل

### أربعة وعشرون شحرورًا (Four-and-Twenty Blackbirds)
أخوان توأمان كما ولدا بنفس الوقت يموتان بنفس الوقت؛ ما هي الظروف التي حدثت؟ وهل حدثت الوفيتان لأسباب طبيعية؟!

## الترجمة العربية
- ثلاثة فئران عمياء وقصص أخرى - مكتبة جرير.[2]